# (38068) 1999 FK32
1999 FK32 (asteroide 38068) é um asteroide da cintura principal. Possui uma excentricidade de 0.27927530 e uma inclinação de 12.13791º.
Este asteroide foi descoberto no dia 19 de março de 1999 por LINEAR em Socorro.